# Vĩnh An, Tây Sơn
Vĩnh An là một xã thuộc huyện Tây Sơn, tỉnh Bình Định, Việt Nam.
Xã Vĩnh An có diện tích 105,84 km², dân số năm 1999 là 919 người, mật độ dân số đạt 9 người/km².

## Hành chính
Xã Vĩnh An được chia thành 5 làng: Kon Giang, Kon Giọt 1, Kon Giọt 2, Kon Mon, Xà Tang.